# Палу (Верона)
Палу (итал. Palù) је насеље у Италији у округу Верона, региону Венето.
Према процени из 2011. у насељу је живело 1055 становника. Насеље се налази на надморској висини од 24 м.

## Становништво
Према резултатима пописа становништва 2011. у општини је живело 1.284 становника.
| 1936. | 1951. | 1961. | 1971. | 1981. | 1991. | 2001. | 2011. |
| ----- | ----- | ----- | ----- | ----- | ----- | ----- | ----- |
| 1.342 | 1.476 | 1.241 | 1.020 | 1.060 | 1.089 | 1.124 | 1.284 |